# Jean Sellier
Pour les articles homonymes, voir Sellier.
Jean Sellier, né le 8 juillet 1941 à Cambrai (Nord), est un géographe, historien, linguiste, haut fonctionnaire et auteur français.
Il est l'auteur et co-auteur de la série d'atlas historiques « Atlas des Peuples... », publiés entre 1991 et 2005 aux éditions La Découverte.

## Biographie
Jean Louis Daniel Sellier est le fils d'aîné d'André Sellier, professeur (plus tard diplomate et historien) et d'Hélène Chlique. Il suit des études à Sciences-Po puis fait un doctorat de géographie à la Sorbonne. 
En 1965, il épouse Michèle Lemaire (née en 1941) avec qui il a trois enfants.
De 1969 à 1981, il travaille comme assistant à l'Institut international d'administration publique puis s'installe en Picardie où il travaille à la Chambre régionale de commerce et d'industrie. De 1981 à 1985, il est chef de cabinet du président du conseil régional de Picardie puis, en 1986, directeur de la communication au Conseil régional,. 
À partir de 1991, Jean Sellier élabore une collection d'atlas historiques des peuples, les premiers étant réalisés avec son père André. Le premier ouvrage, Atlas des peuples d'Europe centrale, publié en 1991, a été depuis réédité cinq fois. Il est suivi par cinq autres volumes consacrés à l'Europe occidentale, l'Orient, l'Asie, l'Afrique et l'Amérique.
En octobre 2019 Jean Sellier publie Une histoire des langues et des peuples qui les parlent aux éditions La Découverte.

## Publications
Jean Sellier a publié des ouvrages à succès et d'autres moins connus :
- Guide politique de Picardie : Aisne, Oise, Somme, avec Michèle Sellier (préface de Dominique Taddei), Tema-éditions, 1973[10],[11]
- La Picardie : émergence d'une région, (préface de Walter Amsallem), Conseil régional de Picardie, 1985,  (ISBN 2-905616-00-8)[12]
- Atlas des peuples d’Europe centrale, avec André Sellier, éditions La Découverte,1991, réédité en 1993, 1995, 1998, 2002, 2007[13].
- Atlas des peuples d’Orient : Moyen-Orient, Caucase, Asie centrale, avec André Sellier, éditions La Découverte,1993, réédité en 1999, 2002, 2004[14],[15].
- Atlas des peuples d’Europe occidentale, avec André Sellier, éditions La Découverte,1996, réédité en 2000, 2006[16].
- Atlas des peuples d’Asie méridionale et orientale, éditions La Découverte, 21/10/2004
- Atlas des peuples d’Afrique, éditions La Découverte, 3/11/2005
- Atlas des peuples d’Amérique, éditions La Découverte, 28/10/2005
- Atlas historique des provinces et régions de France, éditions La Découverte, 14/11/1997
- L'atlas des vins de France. Guide complet des vignobles et des appellations (sous la direction de Jean Sellier) Fernand Woutaz, Jean-Pierre de Monza, 2001,  (ISBN 2724238893)
- Une histoire des langues et des peuples qui les parlent, éditions La Découverte, 17/10/2019